# Mike Larrabee
Michael Denny Larrabee, detto Mike (Los Angeles, 2 dicembre 1933 – Santa Maria, 22 aprile 2003), è stato un velocista statunitense, specializzato nei 400 metri piani e vincitore di due medaglie d'oro olimpiche ai Giochi di Tokyo nel 1964.

## Palmarès
| Anno | Manifestazione  | Sede  | Evento      | Risultato | Prestazione | Note            |
| ---- | --------------- | ----- | ----------- | --------- | ----------- | --------------- |
| 1964 | Giochi olimpici | Tokyo | 400 m piani | Oro       | 45"1        |                 |
| 1964 | Giochi olimpici | Tokyo | 4×400 m     | Oro       | 3'00"7      | Record mondiale |